# Tóth Júlia Éva
Tóth Júlia Éva (Tóth Julcsi) (Debrecen, 1988. május 30. –) magyar író, költő, újságíró, zeneipari alkotó, festő, énekes, reklámszakember, az egykori Articsóka összművészeti interjúportál alapító főszerkesztője. A Rockstar Magazin korábbi rovatvezetője és a Magyar Narancs vendégszerzője zenei témában.
Tagja a József Attila Körnek és a Fiatal Írók Szövetségének.

## Élete és pályája
A magyar könnyűzenei, kortárs irodalmi és színházi élet kreatív alkotója. Zenei újságíróként, zenei menedzserként és reklám, kreatív szakemberként is ismert. Gyerekkorától folyamatosan foglalkozott énekléssel. Tagja volt a Sárospataki Református Kollégium Gimnázium Kórusának, majd közel másfél évtizeddel később a Soharóza Improvizatív Kórus egyik projektjében, a KFT zenekar 30. születésnapja alkalmából a Magyar Állami Operaházban rendezett – Bál van az Operaházban című egész estés produkciójában énekelt. (2014 szeptember). Édesapja Z. Tóth Sándor festőművész, zenész nagy hatást gyakorolt rá alkotóként. Ezért nem csak a zenéléssel, hanem a festészettel, vegyes technikájú vizuális ábrázolással is kísérletezett. Ennek eredménye eddig egy egyéni és egy csoportos budapesti kiállítás. A vizuális ábrázolást irodalmi szövegeinek konceptuális kiegészítőjeként alkalmazza, nem elsősorban önálló képi alkotásokként pozicionálja azokat.
Írói pályája egy a magyar könnyűzenéhez és színházhoz is köthető életrajzi könyvvel indult. Péterfy Bori átfogó életrajzi történetét írta meg, melyért a megjelenés évében Az Év Könyve 2022 díjat is elnyerte.
Elsősorban írónak és zeneipari alkotónak vallja magát. Stockholmban élt, majd Izlandra  költözött.

## Művei
- Borikönyv – Jelenetek Péterfy Bori életéből,[14] Scolar Kiadó, 2022
- Hozzávalók két személyre - emészthető versek,  Scolar Kiadó, 2024

## Interjúk
- Spirit FM – Könyvmustra, portréinterjú:https://www.youtube.com/watch?v=GVc3qndZ6vg
- Pannon Presszó – Tóth Júlia Éva interjú: https://www.youtube.com/watch?v=DyfbBHnUWBE&t=10s
- https://keretblog.hu/brand_monkey_interju/
- http://www.tehetsegesfiatalok.hu/szenvedellyel-csinaljak-ahogy-en-interju-toth-julcsival-brand-monkey-communications-alapitojaval Archiválva 2022. január 29-i dátummal a Wayback Machine-ben
- Telex interjú – Péterfy Bori, Tóth Júlia Éva
- Manna FM . Tóth Júlia Éva & Péterfy Bori

- Wanted Podcast – Tóth Júlia Éva
- Marie Claire – Tóth Júlia Éva – Péterfy Bori

## Díjak
- Az Év Könyve 2022 – Életrajz kategória – Borikönyv-Jelenetek Péterfy Bori életéből https://azevkonyve.hu/nyertesek/eletrajz

## Publikációi
- https://www.prae.hu/article/10093-fejlodes-a-fugges-kotelekeben/
- https://felonline.hu/2013/01/14/lanyregenynek-latszo-fejlodesregeny/ Archiválva 2022. január 29-i dátummal a Wayback Machine-ben
- https://contextus.hu/cimke/toth-julia-eva/
- https://www.szifonline.hu/kritika-essze/1754-Sz_nek_a_sz_ntelens_gben
- https://www.szifonline.hu/kritika-essze/1956-Utaz_s_az_ismeretlenbe_avagy_egy_megfejt_sre_v_r_po_zis_k_pes_t_rt_nete_
- https://www.szifonline.hu/szepirodalom/kolteszet/1186-t-th-j-lia-va-versei
- https://www.kulter.hu/2024/01/toth-julia-eva-verse/
- https://apokrifonline.com/2024/01/16/toth-julia-eva-versei-online-megjelenes/
- https://adrot.hu/a-szerelem-visszataplalas-toth-julia-eva-versei/